# Chomutov
Chomutov (pronunție în cehă [ˈxomutof] ⓘ în germană Komotau) este o comună și un oraș în regiunea Ústí nad Labem din Cehia. Are o populație de aproximativ 47.000 de locuitori. 
În zona metropolitană extinsă a orașului trăiesc aproape 80.000 de locuitori. Centrul istoric al orașului este bine conservat și este protejat prin lege ca zonă de monumente urbane.

## Diviziuni administrative
Chomutov este alcătuit dintr-o singură diviziune administrativă și este singurul oraș ceh de acest fel.

## Etimologie
Numele său este derivat din prenumele personal Chomút/Chomout, cu sensul de „curtea lui Chomout”. Cuvântul chomút, din care provine numele personal, se referea la o persoană stângace în limba cehă veche.

## Geografie
Chomutov se află la aproximativ 78 kilometri (48 mi) nord-vest de capitala Praga. 
Se află pe râul Chomutovka⁠(d), la poalele Munților Metaliferi.
Suprafața comunei este în mare parte plană, cu câteva dealuri în nordul și sud-estul orașului. 
Cel mai înalt punct al teritoriului comunei este Hůrka aflat la 581 metri (1.906 ft) deasupra nivelului mării, acesta un deal aflat la granița de nord-vest a comunei.
La periferia orașului se află mai multe corpuri de apă. Lacul Kamencové jezero și iazul de pește Velký Otvický rybník sunt folosite și în scopuri recreative.

## Istorie

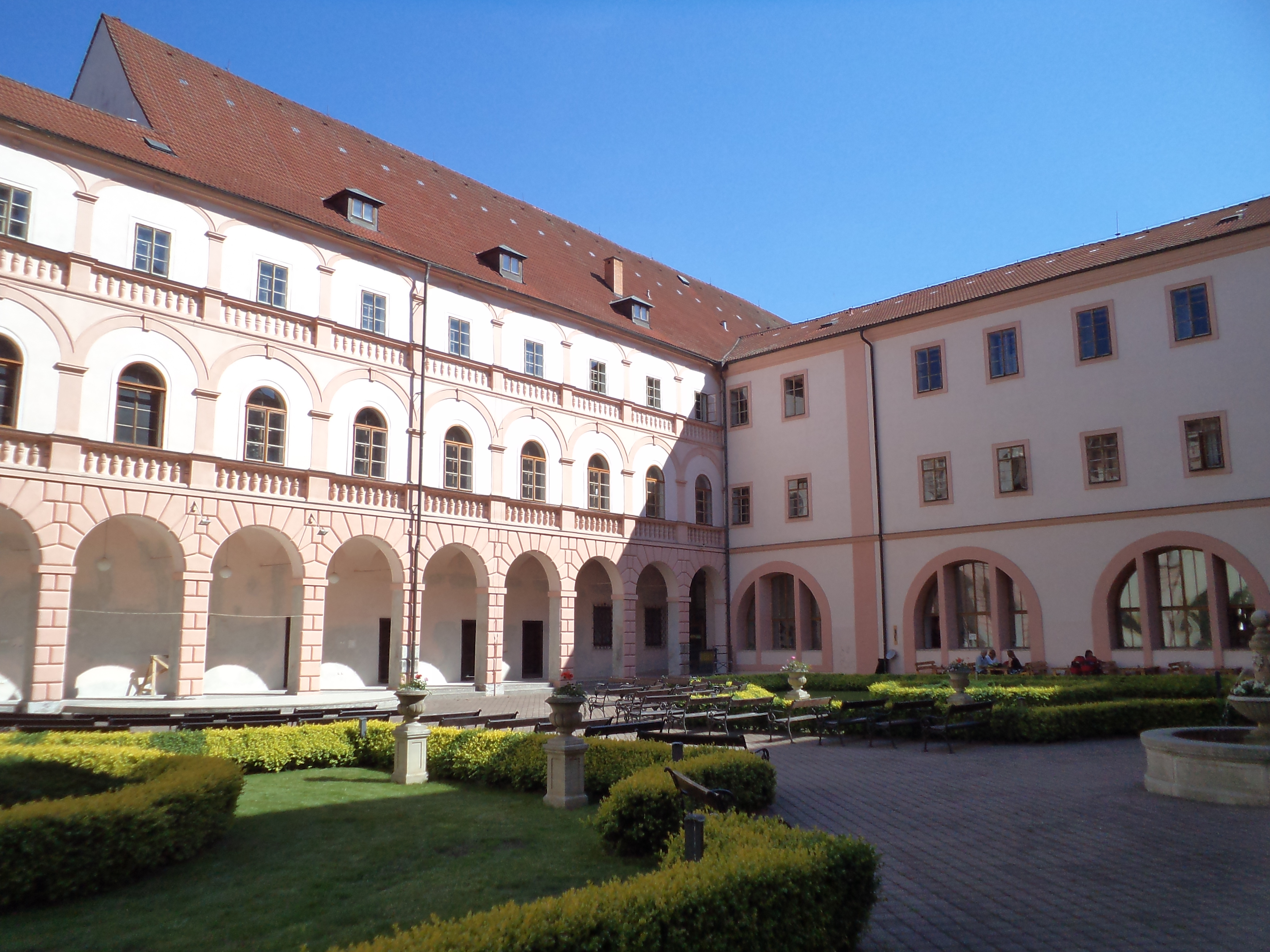
Colegiul iezuit

Prima mențiune scrisă despre Chomutov apare într-un act de donație din anul 1252, când a ajuns în posesia Ordinului Cavalerilor Teutoni. Biserica gotică „Sfânta Ecaterina”, construită în această epocă, s-a păstrat până astăzi. În 1396, Chomutov a primit drepturi de oraș, iar în 1416 Cavalerii Teutoni au vândut atât orașul, cât și moșia lui Venceslau al IV-lea al Boemiei.
La 16 martie 1421, orașul a fost luat cu asalt, jefuit și incendiat de taboriți (Războaiele Husite). După mai multe tulburări și diverși stăpâni, Chomutov a fost preluat de Popel din Lobkowitz⁠(d) în 1588, acesta a adus orașul sub stăpânirea Ordinului iezuit, ceea ce a stârnit conflicte între cetățenii protestanți și noul stăpân al orașului.
În 1594, a ajuns în posesia lui Rudolf al II-lea al Sfântului Imperiu Roman, iar în 1605 orașul și-a cumpărat libertatea și a fost transformat într-un oraș regal. După Războiul de Treizeci de Ani, Chomutov nu s-a mai dezvoltat ca înainte.
Dezvoltarea rapidă a început iarăși abia în a doua jumătate a secolului al XIX-lea, odată cu progresele în minerit și în industria grea.
În jurul anului 1938, Chomutov a avut peste 30.000 de locuitori. Populația a fost formată din aproximativ 95% etnici germani. O populație evreiască foarte mică (444 în 1930 – adică 1,3% din populația totală) a fost supusă unei presiuni crescânde, iar Chomutov a fost declarat „Judenrein⁠(d)” la 23 septembrie 1938 de către administrația din ce în ce mai pro-nazistă. O săptămână mai târziu, Chomutov și districtele înconjurătoare au fost anexate de Germania Nazistă ca urmare a Acordului de la München din 1938 și administrate ca parte a Reichsgau Sudetenland.
După 1945, populația germană aflată anterior în mare majoritate, a fost expulzată. Ulterior au fost construite instalații industriale și au fost dezvoltate proiecte ample de locuințe pentru a reamenaja zona. La sfârșitul anilor 1970 a fost construită o așezare urbană, care leagă Chomutov de orașul vecin Jirkov⁠(d). După Revoluția de Catifea din 1989, industria grea și-a redus semnificativ activitatea, iar mediul din oraș și din împrejurimi s-a îmbunătățit vizibil. Au fost puse în valoare facilitățile de agrement din zonă, în special Lacul Alum, Grădina Zoologică Chomutov și zona de recreere Valea Bezručovo.
Din 1 iulie 2006, Chomutov este oraș statutar (în cehă statutární město).

## Economie
Cel mai mare angajator cu sediul central în oraș este Severočeské doly, o companie minieră de extracție a lignitului care are peste 2.500 de angajați. Printre alte mari companii industriale cu sediul în oraș se numără și Parker⁠(d) Hannifin Industrial, un producător de sisteme hidraulice și pneumatice.

## Transporturi

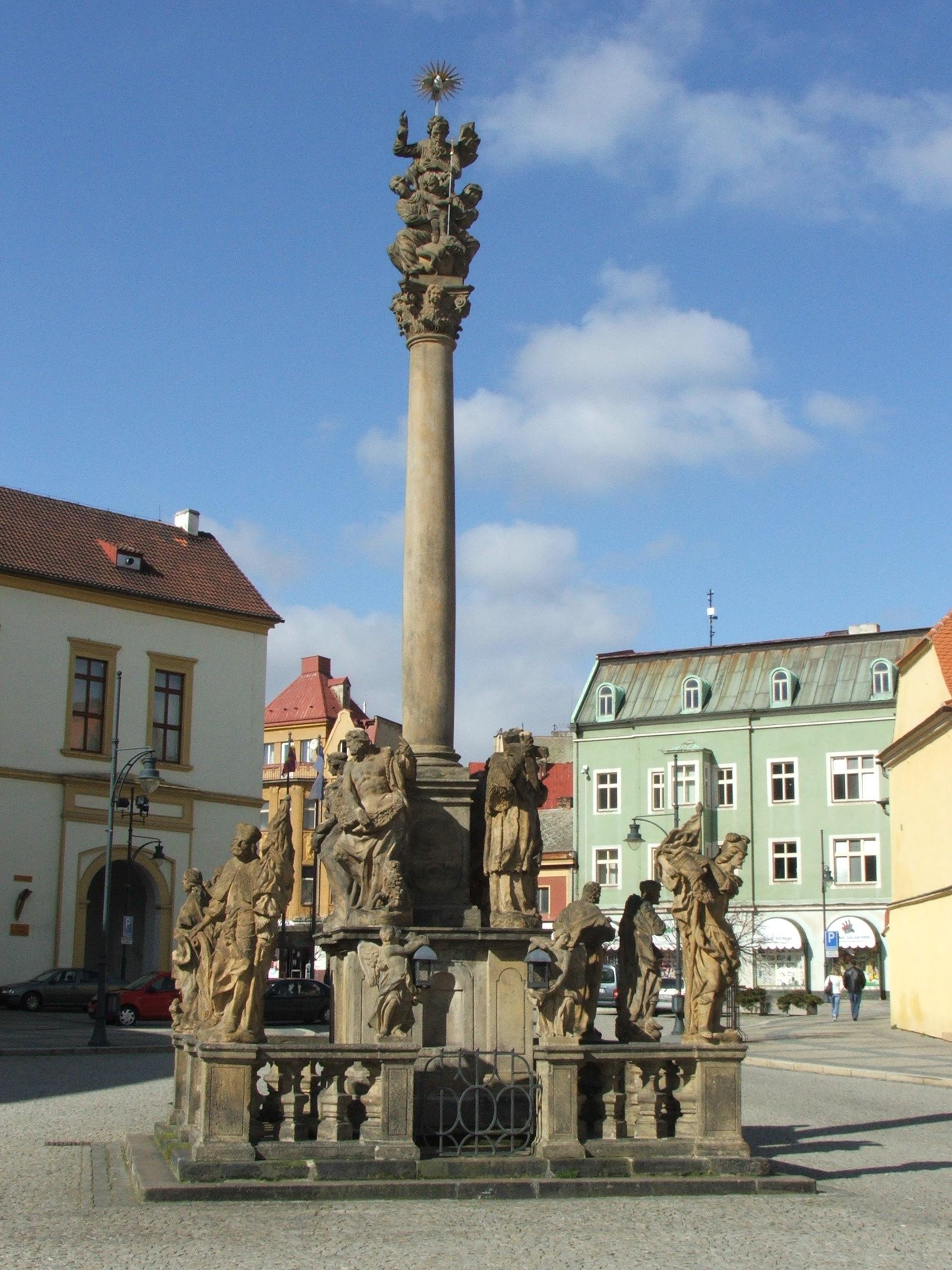
Coloana Sfintei Treimi

Autostrada D7 de la Praga la granița ceho-germană în Hora Svatého Šebestiána⁠(d) trece prin vestul orașului Chomutov. În Chomutov autostrada se intersectează cu drumul I/13 (parte a drumului european E442) de la Karlovy Vary la Liberec.
Chomutov este situat la intersecția mai multor linii de cale ferată importante: Praga – Cheb, Plzeň – Most, Děčín – Kadaň⁠(d) și Rakovník – Jirkov⁠(d). Orașul este deservit de două gări: Chomutov și Chomutov město.

### Transport public
Transportul în jurul orașului Chomutov este operat cu autobuze din 1995 și, de asemenea, cu troleibuze.
Rețeaua de troleibuze leagă Chomutov de orașul vecin Jirkov. Sunt operate în comun de o singură companie de transport (Dopravní podnik měst Chomutova a Jirkova).

## Sport
Chomutov găzduiește clubul de hochei pe gheață Piráti Chomutov⁠(d), care joacă în a doua ligă din Cehia, și clubul de fotbal FC Chomutov⁠(d), care joacă în Liga Boemiei de Fotbal (al treilea nivel).
Orașul are două zone sportive: Zadní Vinohrady, unde se află parcul acvatic, stadionul de fotbal și cel de atletism și Domovinka, în zona fostului stadion pentru motociclete, cu două terenuri multifuncționale pentru tenis, baschet și volei și dealuri construite artificial pentru sanie și bob.

## Obiective turistice

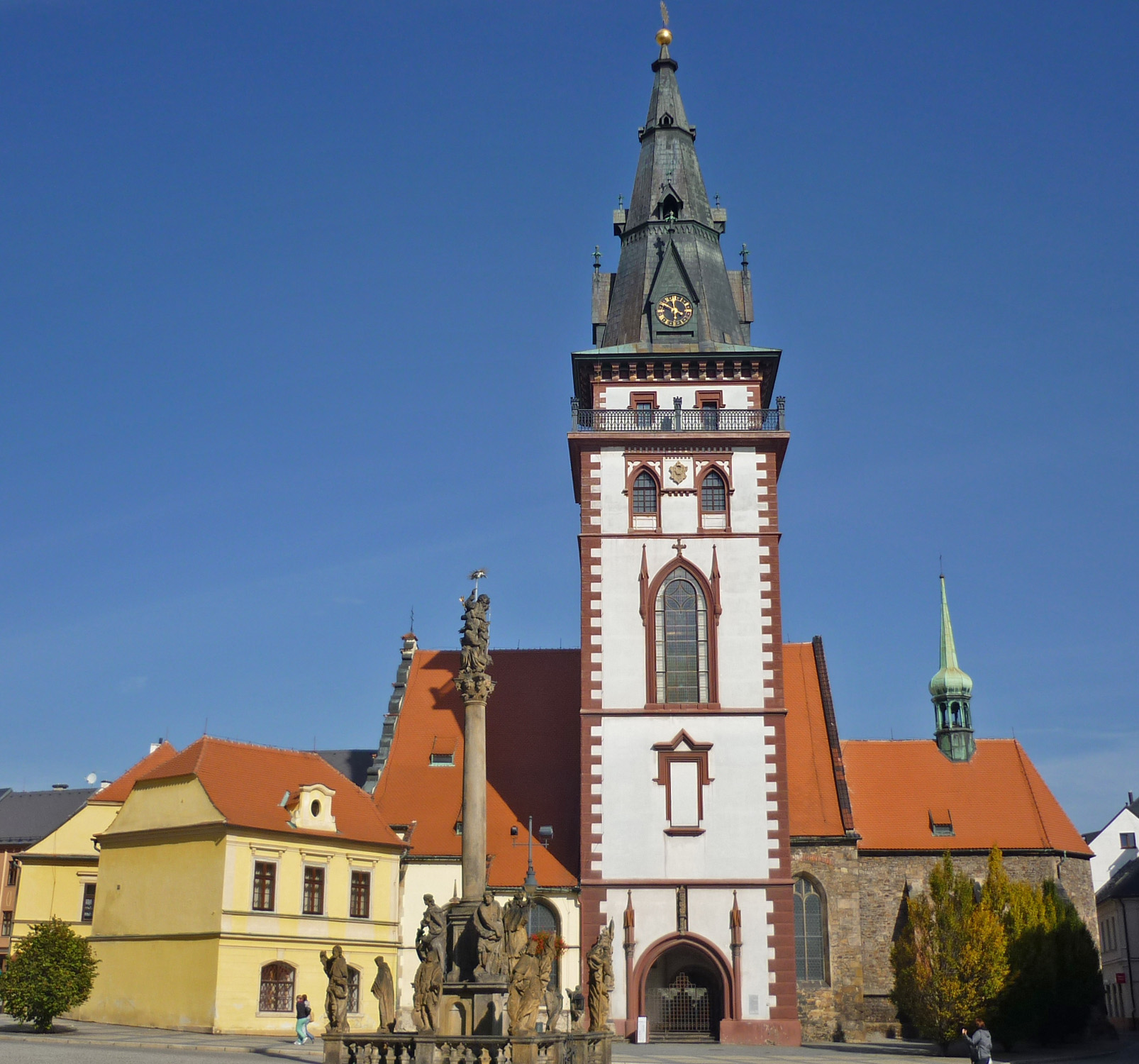
Biserica „Adormirea Maicii Domnului” și Turnul Orașului

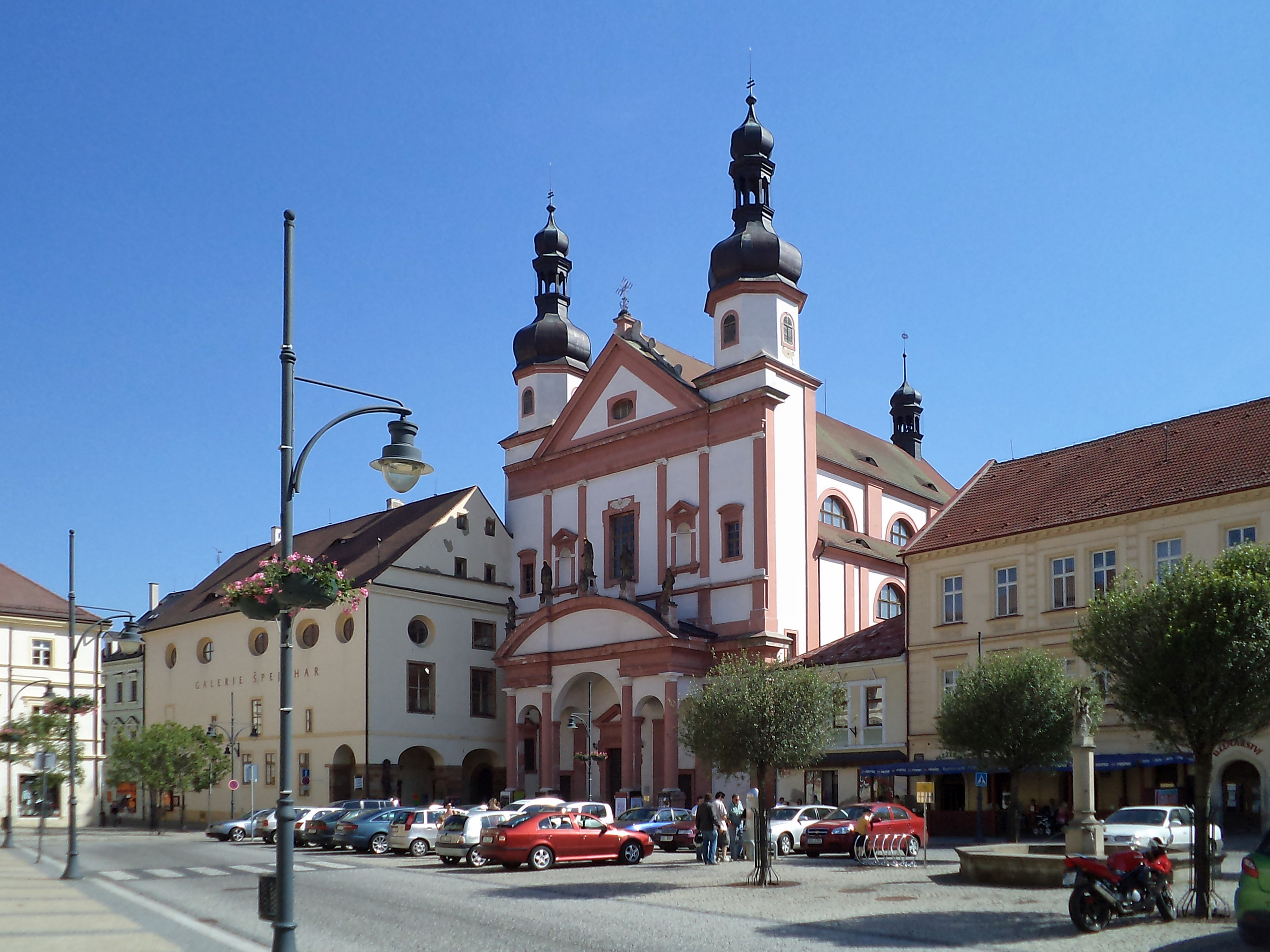
Biserica „Sfântul Ignațiu”

Din 1992, centrul istoric al orașului este zonă de monument urban. Centrul istoric are formă de dreptunghi și este înconjurat de arcade. Piața 1 Mai (1. máje), cu coloana barocă a Sfintei Treimi, realizată de Ambrož Laurentis în 1697, este înconjurată de șapte statui de sfinți care au fost construite între 1725 și 1732.
Primăria se află în partea de nord-vest și a fost un commendam până în 1607. Primăria este situată lângă Biserica „Sfânta Ecaterina”, construită în stil gotic timpuriu și finalizată în 1281.
Pe partea opusă se află Biserica „Adormirea Maicii Domnului”, construită în stil gotic târziu între 1518 și 1542. Biserica se găsește lângă Turnul Orașului care are o înălțime de 53,7 metri (176 ft). Turnul a fost renovat după incendiul din 1525 și reconstruit în stil neogotic în 1874. În zilele noastre este folosit ca un turn de observație.
În capătul laturii de sud se află Biserica „Sfântul Ignațiu”, în stil baroc, cu două turnuri pe fațada de nord. Biserica a fost construită pentru iezuiți de către Carlo Lurago între 1663 și 1668. Clădirea numită Špejchar, din secolul al XVII-lea, a fost folosită anterior de iezuiți ca biserică și se învecinează cu partea de est a Bisericii „Sfântul Ignațiu”. În zilele noastre este folosită ca galerie de artă.
La sud de Biserica „Sfântul Ignațiu” se află un colegiu iezuit din secolele al XVI-lea și al XVII-lea, care găzduiește în prezent muzeul orașului. O clădire importantă din perioada gotică este casa rezidențială nr. 9, în stil gotic târziu.
Grădina Zoologică Chomutov se învecinează în partea de nord cu Lacul Alum. Grădina zoologică se concentrează în principal pe creșterea animalelor sălbatice și domestice europene (lup cenușiu, zimbru etc.). Grădina zoologică este cea mai mare din țară ca suprafață, cu o suprafață de 112 hectare.
Valea Bezručovo este o vale lungă de 13 km, foarte împădurită, a râului Chomutovka, care începe în partea de nord a teritoriului orașului Chomutov. Valea este un loc foarte popular pentru excursii.

## Persoane notabile
- Matthäus Aurogallus⁠(d) (1490–1543), savant
- Franz Josef von Gerstner (1756–1832), fizician, matematician, inginer și astronom ceh de origine germană.
- Ernst Fischer (1899–1972), (cunoscut și sub pseudonimele "Peter Wieden", "Pierre Vidal" și "Der Miesmacher") a fost un politician, critic literar, estetician și jurnalist austriac.
- Hans Goldmann⁠(d) (1899–1991), oftalmolog și inventator austro-elvețian, rector al Universității din Berna
- Erich Heller⁠(d) (1911–1990), filozof și savant britanic
- Marian Korn⁠(d) (1914–1987), tipograf
- Ruth Maria Kubitschek⁠(d) (1931–2024), actriță germană
- Uschi Nerke⁠(d) (născut în 1944), prezentator TV german
- Petr Klíma⁠(d) (1964–2023), jucător de hochei pe gheață
- Pavla Hamáčková-Rybová⁠(d) (născută în 1978), săritoare cu prăjina
- Simona Kubová⁠(d) (născută în 1991), înotătoare

## Orașe înfrățite–orașe gemene
Chomutov este înfrățit cu:
- Annaberg-Buchholz, Germania
- Bernburg, Germania
- Trnava, Slovacia

## Galerie de imagini

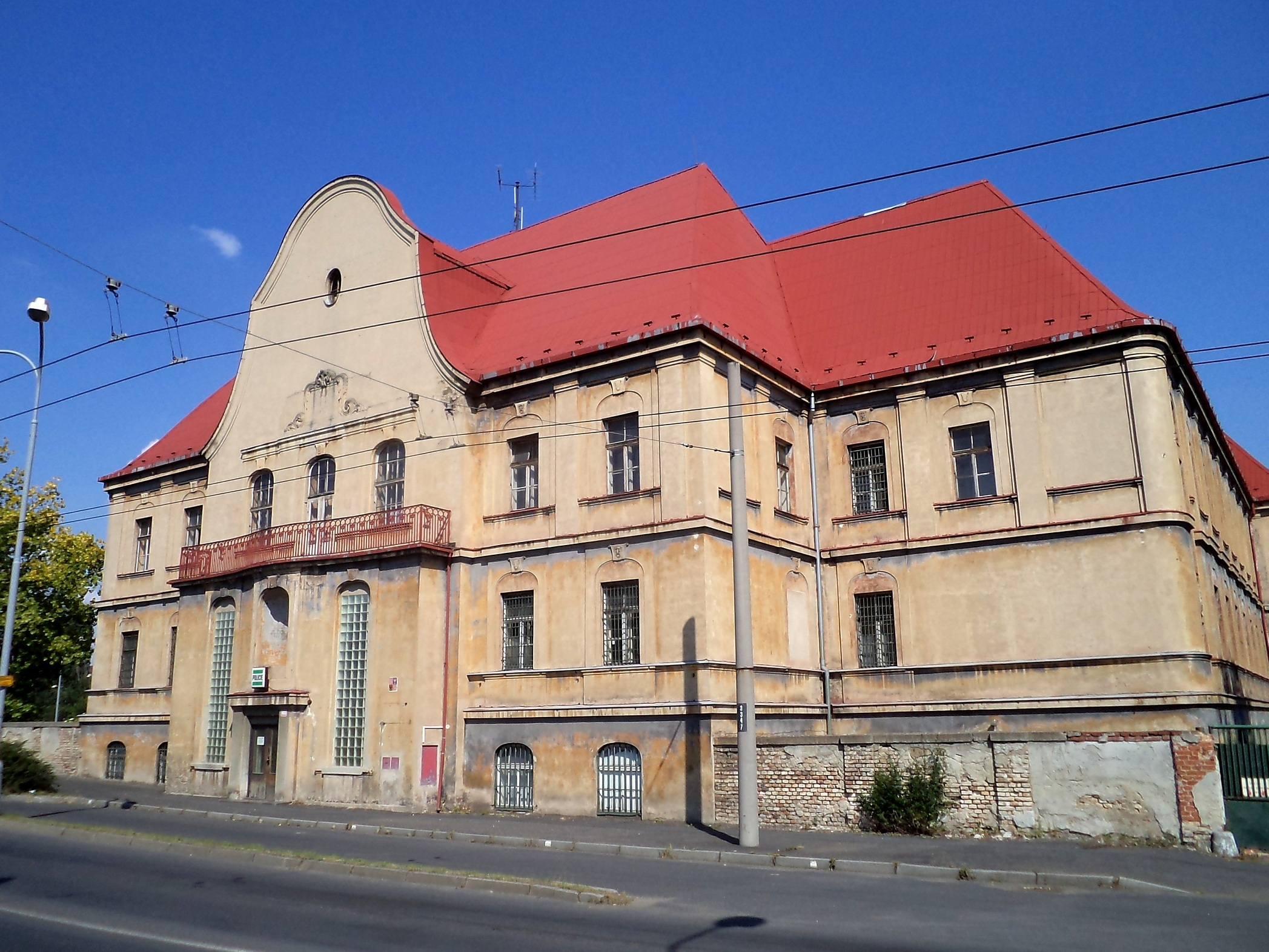
Azilul de săraci
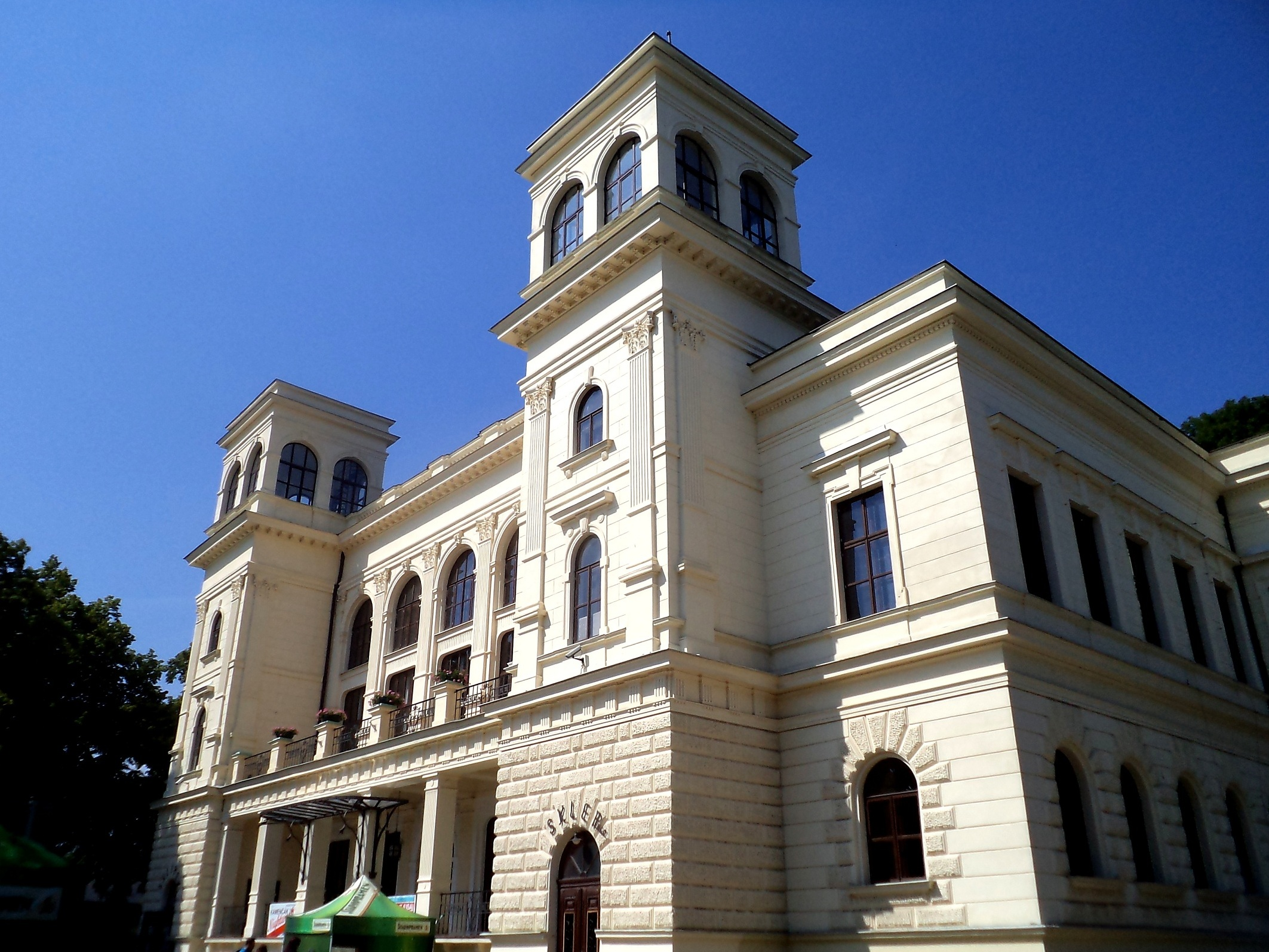
Teatrul orașului
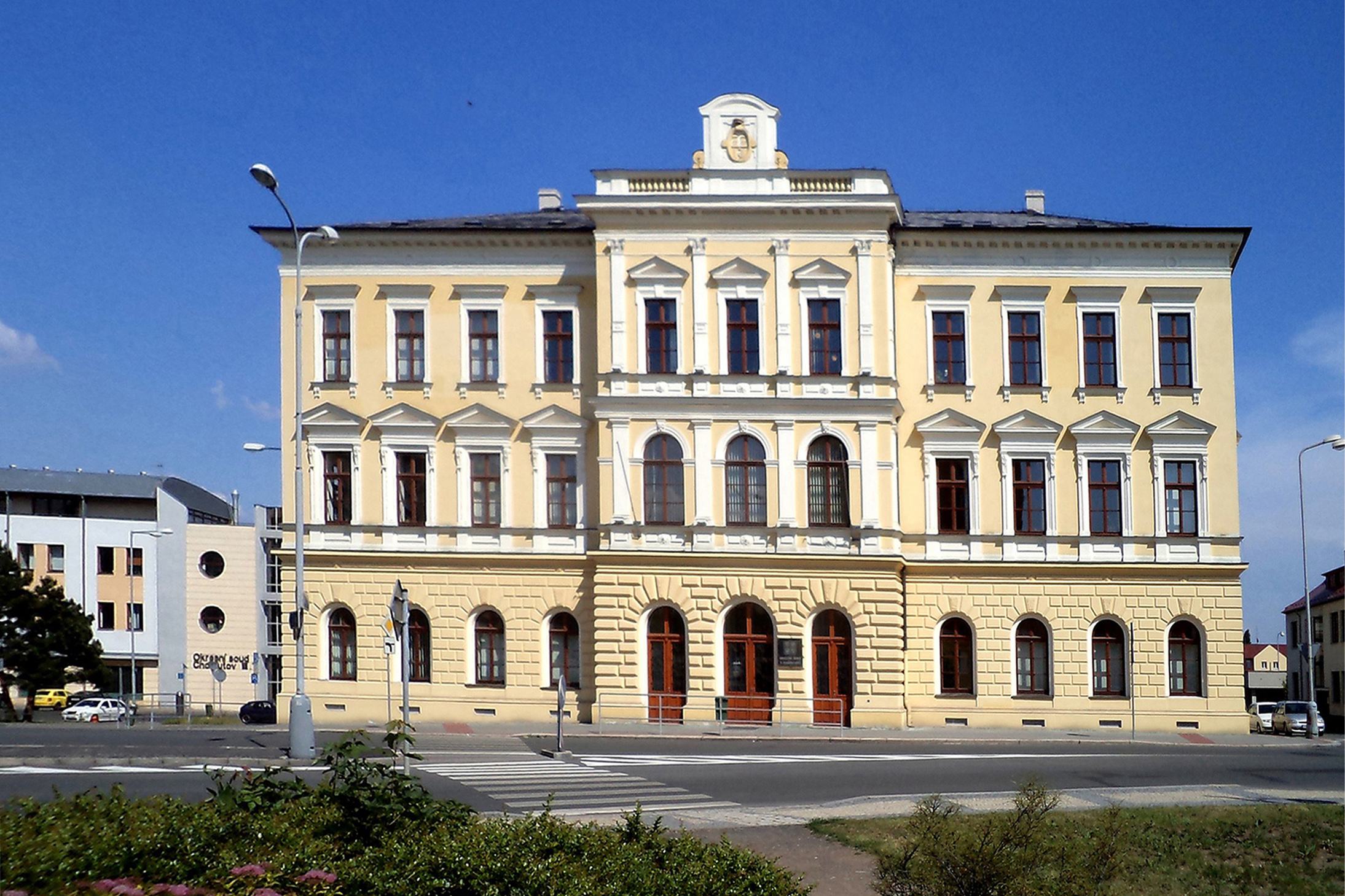
Tribunalul districtual
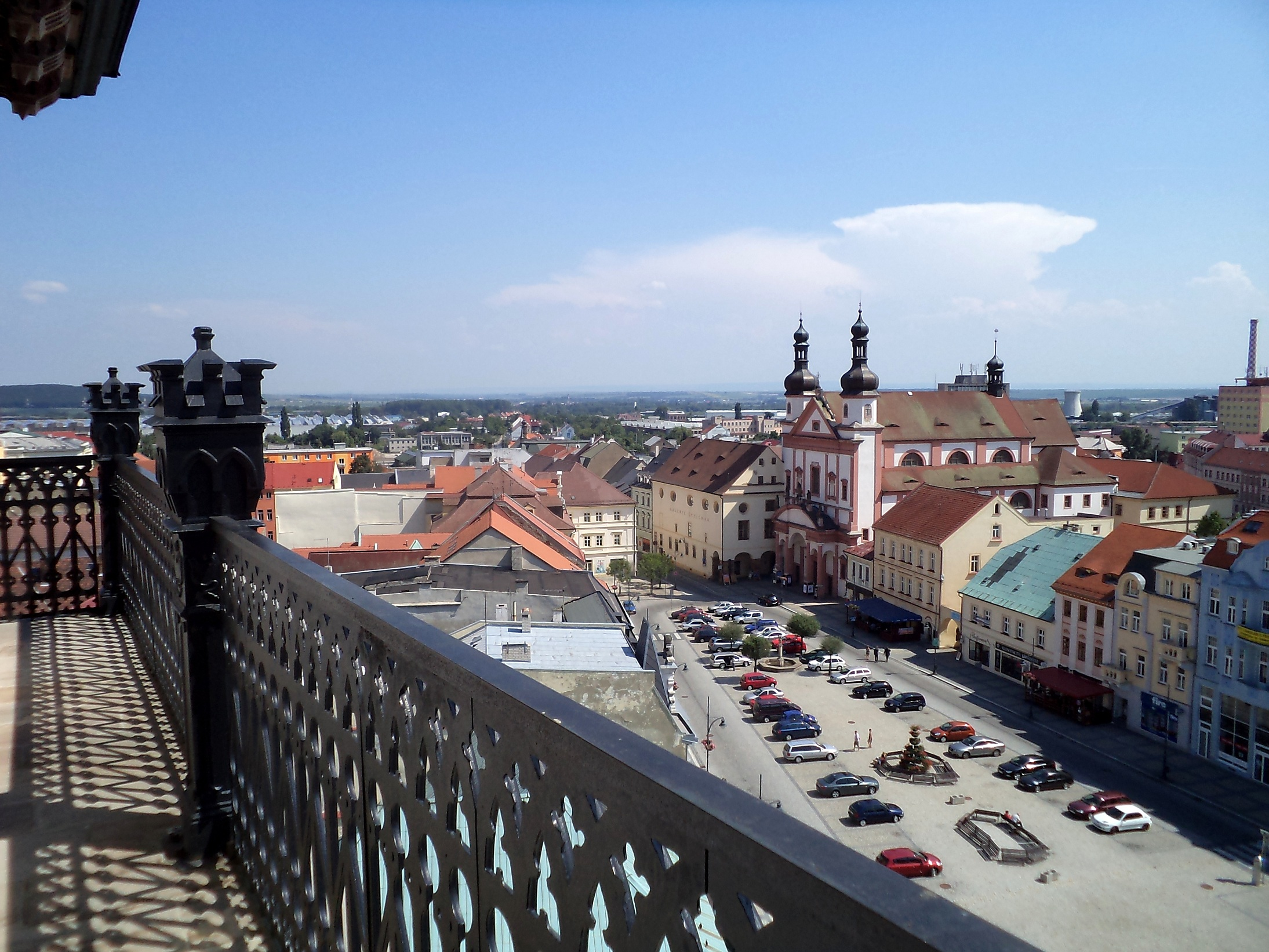
Piața 1 Mai
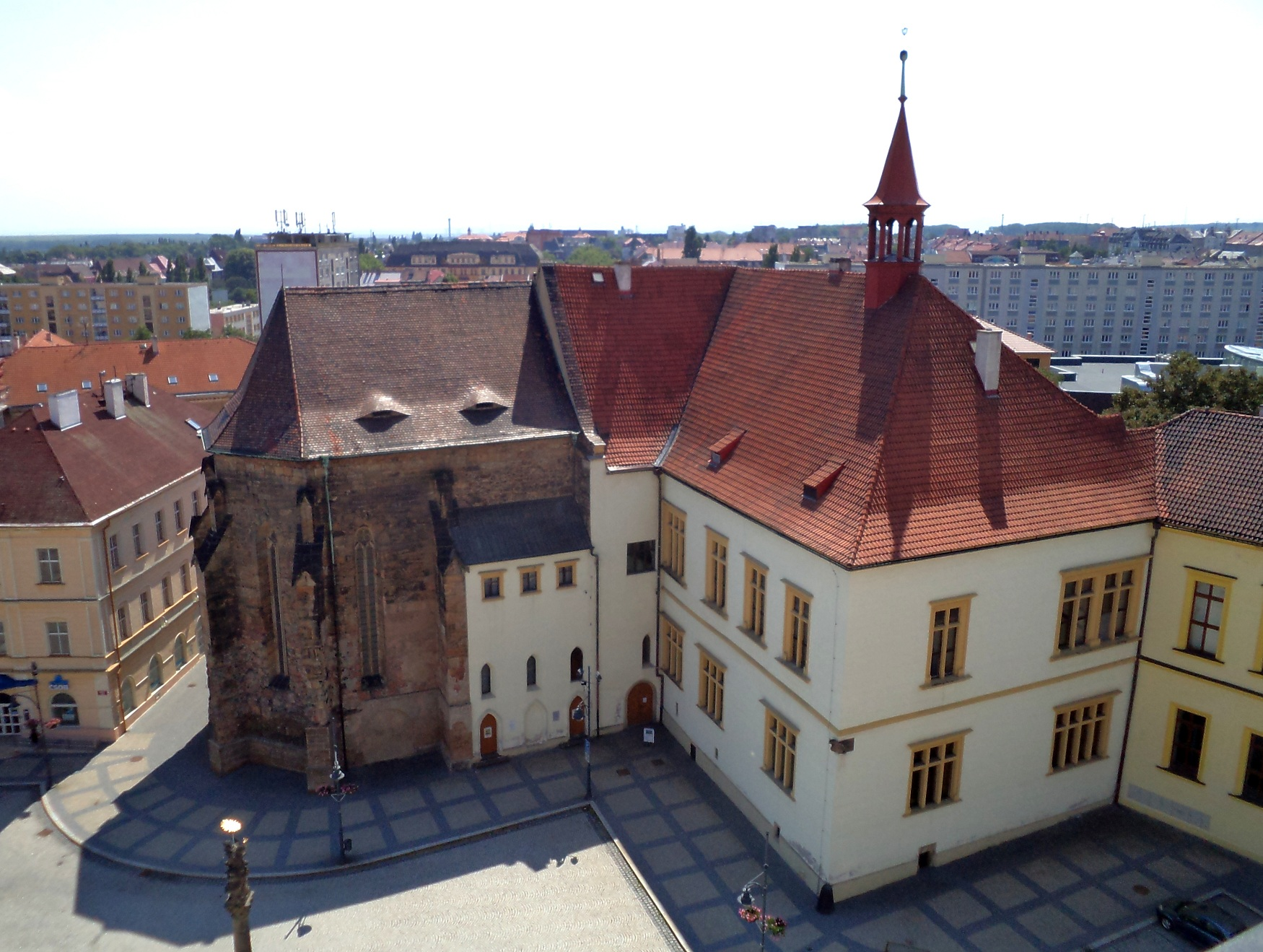
Primăria și Biserica „Sfânta Ecaterina”